# Kennedy Winston
Kennedy Lawrence Winston (Prichard, 29 luglio 1984) è un ex cestista statunitense naturalizzato macedone.

## Carriera
Trascorre le sue prime quattro stagioni da cestista professionista in altrettante squadre diverse: esordisce nella stagione 2005-06 con il Gran Canaria nel Campionato spagnolo. Nel 2006-07 gioca nel Campionato greco con la maglia del Panionios. Nel 2007-08 resta in Grecia, ma passa al Panathinaikos. La stagione 2008-09 la trascorre nel Campionato turco con il Turk Telecom Ankara. Nella prima parte della stagione 2009-10 ritorna nel Campionato spagnolo per giocare con il Real Madrid, mentre nella seconda è nella Serie A italiana con la Virtus Roma. Dall'estate del 2010, ha mantenuto la categoria, firmando per Bologna.
Il 20 agosto 2013 viene annunciato il suo trasferimento alla Pallacanestro Reggiana, ma il 25 agosto la stessa società ha comunicato la rescissione del contratto a causa delle condizioni fisiche del giocatore.

## Palmarès
- NCAA Elight Eight: 1

Alabama Crimson Tide: 2004
- Campionato greco: 1

Panathinaikos: 2007-08
- Campionato belga: 1

Ostenda: 2011-12
- Coppa di Grecia: 1

Panathinaikos:	2007-08
- Leaders Cup: 1

Gravelines: 2013
- Coppa del Presidente: 1

Turk Telecom Ankara: 2009